# Classe ATC P
La classe ATC P, dénommée « Antiparasitaires, insecticides et répulsifs », est un groupe anatomique de la classification anatomique, thérapeutique et chimique, développée par l'OMS pour classer les médicaments et autres produits médicaux. La classe ATC vétérinaire correspondante dans la classification ATCvet est QP. Le groupe présenté ici est celui établi par l'OMS, et peut donc différer des versions dérivées utilisées dans certains pays.

## P Produits antiparasitaires,insecticideset répulsifs
P01 Antiprotozoaires
P02 Anthelmintiques
P03 Ectoparasiticides, y compris les scabicides, insecticides et répulsifs

## ATCvet
La liste des sous-groupes de la classe ATCvet QP correspondante présente quelques différences. Ainsi, le code du sous-groupe « Antiprotozoaires » est QP51 et le code du sous-groupe « Antihelmintiques » est QP52. En outre, le troisième sous-groupe est divisé en deux sous-groupes distincts, QP53, « Ectoparasiticides, insecticides et répulsifs », et QP54, « Endectocides ».